# Waldemar von Wasielewski
Waldemar von Wasielewski (* 10. Dezember 1875 in Bonn; † 28. Februar 1959 in Sondershausen) war ein deutscher Schriftsteller mit den Schwerpunkten Okkultismus, Goetheforschung und Musikgeschichte.

Waldemar von Wasielewski

## Leben
Waldemar von Wasielewski wurde im Dezember 1875 als Sohn des Königl. Musikdirektors und Musikhistorikers Wilhelm Joseph von Wasielewski (1822–1896) und seiner zweiten Ehefrau Hedwig geb. Schück in Bonn geboren. Nach dem Studium der Naturwissenschaften, der Literaturgeschichte, Kunstgeschichte und Philosophie an den Universitäten Bonn und Berlin promovierte er 1899 im Fach Botanik. Anschließend habilitierte er sich an der Universität Rostock (Privat-Dozent 1899 bis 1905).
In seiner Tätigkeit als freier Schriftsteller widmete er sich der Goethe-Forschung und dem Okkultismus. 1909 wurde bei Piper, München, ein Gedichtband von ihm veröffentlicht. Daneben verfolgte er musikhistorische Themen und brachte überarbeitete Auflagen von drei Werken seines Vaters heraus.
Seine ersten Begegnungen mit dem Gebiet des Okkultismus sind in das Jahr 1912 zu datieren. Hier ist vornehmlich die Lektüre des Buches The Survival of Man von Sir Oliver Lodge (1851–1940) zu nennen, in dem von Erscheinungen seelischer Übertragung (Telepathie) berichtet wird. Als Konsequenz aus dem Bedürfnis, okkulte Erscheinungen wissenschaftlich zu belegen, ist sein Hauptwerk Telepathie und Hellsehen entstanden. Darin werden mittels streng wissenschaftlicher Versuchsanordnungen (vor allem mit seiner späteren Ehefrau Maria von Bloedau) telepathische Fähigkeiten kritisch überprüft. Bestätigt wurden diese vom Arzt und Parapsychologen Rudolf Tischner, der den Experimenten teilweise beiwohnte.

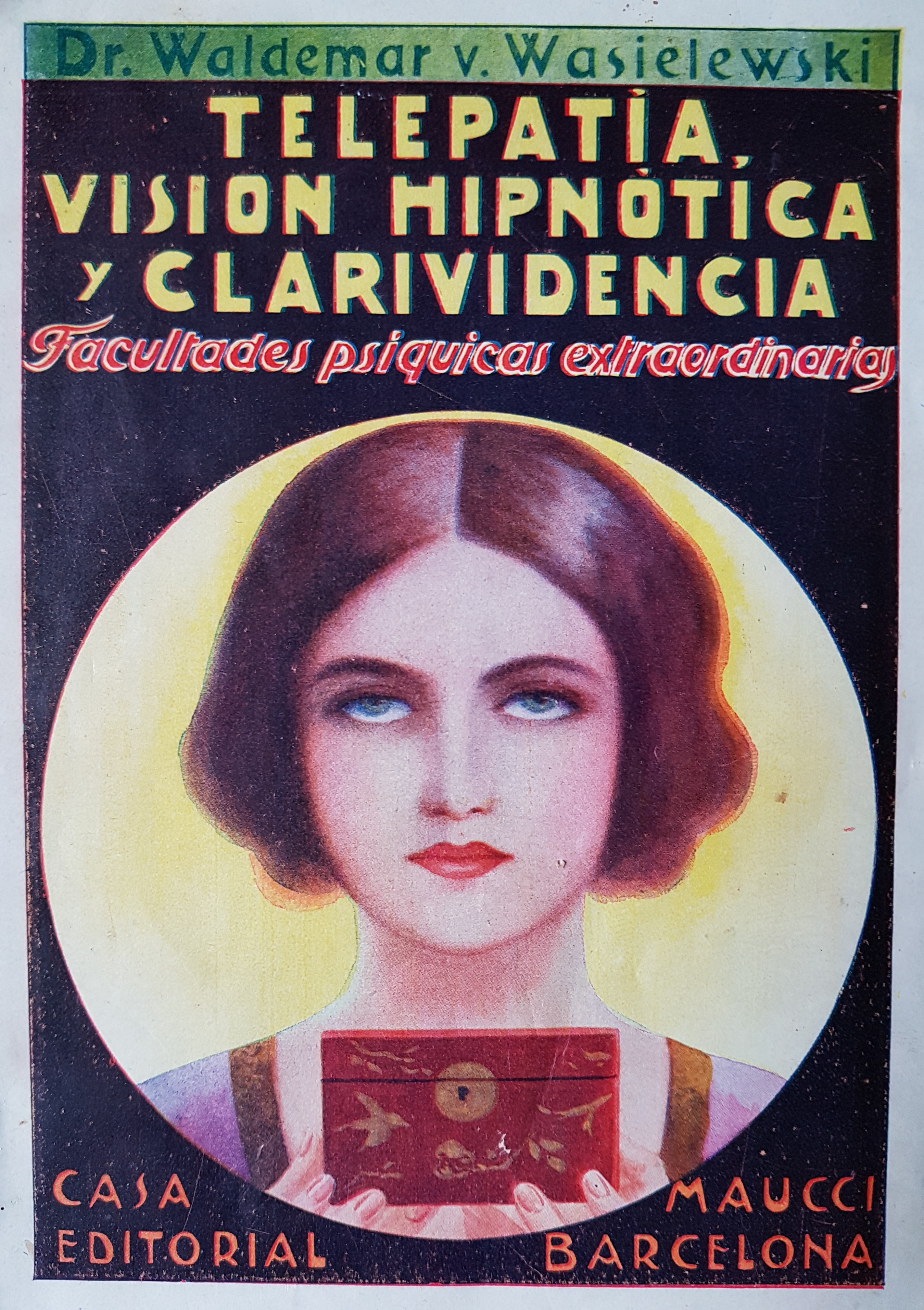
Titelbild der spanischen Ausgabe von Telepathie und Hellsehen, 1922

Eine kurze Korrespondenz mit Rainer Maria Rilke ergab sich als Reaktion des Dichters auf die Lektüre von Telepathie und Hellsehen kurz nach der Vollendung seiner Duineser Elegien.
Wasielewski arbeitete ab 1935 als Sekretär der Luther-Akademie in Sondershausen. Auch nachdem die Akademie ihre Unterkunft im Sondershäuser Schloss verloren hatte, betreute er zusammen mit seiner Frau weiter diverse Sekretariatsarbeiten. Zu seinem 80. Geburtstag wurde dem Ehepaar dafür Dank bezeugt. Bei seinem Tod erschien ein ähnlich formulierter Nachruf.

## Privates
Waldemar von Wasielewski und Maria von Bloedau (* 9. Januar 1883 in Spandau; † 12. November 1963 in Sondershausen) verlobten sich im Dezember 1915 und heirateten im Mai darauf. Sie war die Tochter des Majors Hugo von Bloedau (1845–1890) und seiner Frau Luise geb. Jungé (1853–1931). Ihr Großvater war der Fürstliche Leibarzt Carl Bloedau, der 1835 in den erblichen Adelsstand erhoben worden war. Der Ehe entstammten zwei Kinder: die Tochter Maria Eleonora (* 25. Oktober 1917 in Magdeburg; † 1. April 1945 in Meiningen) und der Sohn Eberhard Wilhelm Joseph Leopold (* 11. Dezember 1920 in Erfurt; † 14. Oktober 2015 in Bonn). Die Familie wohnte lange im Haus der verwitweten Schwiegermutter. Ab 1935 bewohnte sie eine Dienstwohnung der Luther-Akademie im Sondershäuser Schloss.
Waldemar von Wasielewski und seine Ehefrau sind in der Familiengrabstätte seiner Eltern auf dem Hauptfriedhof Sondershausen beigesetzt; auch die Tochter Eleonora hat dort ihre Ruhestätte.

## Werke (Auswahl)
- Ueber Fixirungsflüssigkeiten in der botanischen Mikrotechnik. In: Zeitschrift für wissenschaftliche Mikroskopie und für mikroskopische Technik Band 16, 1899. S. 303–348 + Tafel I. (Zugleich philosophische Dissertation der Universität Bonn, verteidigt am 29. Juli 1899.)
- Theoretische und experimentelle Beiträge zur Kenntniss der Amitose. Leipzig 1902. (Auch in: Jahrbücher für wissenschaftliche Botanik Band 38, 1903. S. 377–420 + Tafel VII.)
- Goethe und die Descendenzlehre. Frankfurt 1903. (PDF.)
- Robert Schumann. Eine Biographie. Leipzig 1906. (4., überarbeitete Auflage des gleichnamigen Werks von W. J. v. Wasielewski. Digitalisat.)
- Artur Volkmann. Eine Einführung in sein Werk. München, Leipzig 1908.
- Hans von Marrées. Aus Anlass der Marrées-Ausstellung in der Sezession in München. In: Deutsche Kunst und Dekoration. Illustrierte Monatshefte Band 23, Darmstadt 1908/09, S. 267–277.
- Der Regenbogen. Gedichte. München 1909.
- Goethes meteorologische Studien. Leipzig 1910.
- Artur Volkmann. (Zum 60. Geburtstage des Künstlers.) In: Die Rheinlande. Monatsschrift für deutsche Art und Kunst. 21. Band, 1911. S. 289–292.
- Über Goethes naturwissenschaftliche Arbeiten, insbesondere die Farbenlehre. In: Kosmos. Handweiser für Naturfreunde 9. Jahrgang 1912, S. 245–249.
- Über einen Fall von willkürlichem Hellsehen. In: Annalen der Natur- und Kulturphilosophie 12. Band, 1913. S. 236–263.
- Was muss Jedermann vom Okkultismus wissen? Leipzig 1915.
- Telepathie und Hellsehen. Versuche und Betrachtungen über ungewöhnliche seelische Fähigkeiten. Halle 1921. (3. Aufl. 1922.)
Nachdrucke: 1. bei Bohmeier, Leipzig 2006 (unter dem Titel Remote Viewing, ISBN 978-3-89094-491-3); 2. bei Sarastro, Paderborn 2012 (ISBN 978-3-943233-58-2).
- War Goethe am Lago maggiore? Zugleich ein kleiner Beitrag zum ‚Wilhelm Meister‘. In: Jahrbuch der Goethe-Gesellschaft 9, 1922, S. 182–198.
- Das Violoncell und seine Geschichte. Leipzig 1925. (3., erneut überarbeitete Auflage des gleichnamigen Werks von W. J. v. Wasielewski.)
- Einleitung zu Goethes naturwissenschaftlichen Schriften. In Band 36 von Goethes Werke. Vollständige Ausgabe in 40 Teilen, hrsg. von Karl Alt. Bong, Berlin 1927.[12]
- Die Violine und ihre Meister. Leipzig 1927. (7. und 8., erneut überarbeitete Auflage des gleichnamigen Werks von W. J. v. Wasielewski.)
- Goethes Ehe. In: Goethes Ehe in Briefen, hrsg. von Hans Gerhard Gräf. Rütten & Loening, Potsdam 1936 (1937). S. IX–XXXIII.